# WiredTiger
O WiredTiger é uma Plataforma extensível Open Source de NoSQL para gerenciamento de dados. O WiredTiger usa a arquitetura do Controle de Concorrência MultiVersion (MVCC). O mecanismo de armazenamento do WiredTiger é o padrão que começa no MongoDB desde a versão 3.2. Ele fornece um modelo de concorrência de nível de documento, verificação e compressão, entre outros recursos.